# Lillestrøm Sportsklubb 2012
Questa voce raccoglie le informazioni riguardanti il Lillestrøm Sportsklubb nelle competizioni ufficiali della stagione 2012.

## Stagione
Il Lillestrøm chiuse il campionato al 9º posto. Fu la prima stagione sotto la guida del nuovo tecnico, Magnus Haglund. L'avventura nella Coppa di Norvegia 2012 si chiuse al quarto turno, con l'eliminazione per mano del Bodø/Glimt. Erling Knudtzon fu il calciatore più utilizzato in stagione, con 33 presenze (di cui 30 in campionato). Knudtzon fu anche il miglior marcatore in campionato, con le sue 8 reti; includendo le sfide di coppa, Björn Bergmann Sigurðarson realizzò invece 12 reti.

## Maglie e sponsor
Lo sponsor tecnico per la stagione 2012 fu Legea, mentre lo sponsor ufficiale fu Nordea. La divisa casalinga fu composta da una maglietta gialla con inserti neri, pantaloncini neri e calzettoni gialli. Quella da trasferta era invece totalmente rossa, con inserti bianchi.
| Casa | Trasferta |

## Rosa
| N. |                                 | Ruolo | Calciatore                 |
| -- | ------------------------------- | ----- | -------------------------- |
| 1  | Norvegia (bandiera)             | P     | Lasse Staw                 |
| 1  | Islanda (bandiera)              | P     | Stefán Logi Magnússon      |
| 2  | Norvegia (bandiera)             | D     | Steinar Pedersen           |
| 3  | Norvegia (bandiera)             | D     | Isak Scheel                |
| 4  | Norvegia (bandiera)             | D     | Espen Nystuen              |
| 5  | Svezia (bandiera)               | D     | Jesper Westerberg          |
| 6  | Norvegia (bandiera)             | C     | Espen Søgård               |
| 6  | Nigeria (bandiera)              | C     | Effiom Otu-Bassey          |
| 7  | Svezia (bandiera)               | C     | Johan Andersson            |
| 8  | Norvegia (bandiera)             | C     | Bjørn Helge Riise          |
| 8  | Islanda (bandiera)              | C     | Björn Bergmann Sigurðarson |
| 9  | Norvegia (bandiera)             | A     | Fredrik Gulbrandsen        |
| 10 | Norvegia (bandiera)             | C     | Petter Vaagan Moen         |
| 11 | Norvegia (bandiera)             | C     | Erling Knudtzon            |
| 12 | Bosnia ed Erzegovina (bandiera) | P     | Sead Ramović               |
| 13 | Norvegia (bandiera)             | D     | Frode Kippe                |
| 14 | Islanda (bandiera)              | C     | Pálmi Rafn Pálmason        |
| 15 | Norvegia (bandiera)             | C     | Erik Midtgarden            |

| N. |                           | Ruolo | Calciatore        |
| -- | ------------------------- | ----- | ----------------- |
| 16 | Norvegia (bandiera)       | C     | Ohi Omoijuanfo    |
| 18 | Norvegia (bandiera)       | A     | Arild Sundgot     |
| 19 | Norvegia (bandiera)       | D     | Anders Østli      |
| 20 | Norvegia (bandiera)       | D     | Stian Ringstad    |
| 21 | Costa d'Avorio (bandiera) | C     | Moryké Fofana     |
| 22 | Norvegia (bandiera)       | A     | Thorstein Helstad |
| 23 | Norvegia (bandiera)       | C     | Henning Hauger    |
| 23 | Inghilterra (bandiera)    | A     | Luke Rodgers      |
| 24 | Norvegia (bandiera)       | C     | Marius Høibråten  |
| 25 | Camerun (bandiera)        | C     | Guy Toindouba     |
| 26 | Norvegia (bandiera)       | C     | Mathis Bolly      |
| 27 | Svezia (bandiera)         | D     | Fredrik Stoor     |
| 28 | Norvegia (bandiera)       | D     | Ruben Gabrielsen  |
| 29 | Norvegia (bandiera)       | P     | Jacob Lund        |
| 30 | Norvegia (bandiera)       | C     | Markus Furseth    |
| 31 | Norvegia (bandiera)       | P     | Stian Christensen |
| 32 | Norvegia (bandiera)       | D     | Simen Nordermoen  |
| 33 | Norvegia (bandiera)       | A     | Joachim Osvold    |

## Calciomercato

### Sessione invernale(dal 01/01 al 31/03)
| Acquisti | Acquisti            | Acquisti   | Acquisti   |
| R.       | Nome                | da         | Modalità   |
| -------- | ------------------- | ---------- | ---------- |
| P        | Sead Ramović        | Novi Pazar | definitivo |
| D        | Espen Nystuen       | svincolato |            |
| D        | Isak Scheel         | svincolato |            |
| D        | Fredrik Stoor       | Vålerenga  | prestito   |
| D        | Jesper Westerberg   | Mjällby    | definitivo |
| C        | Johan Andersson     | svincolato |            |
| C        | Erik Midtgarden     | svincolato |            |
| C        | Petter Vaagan Moen  | svincolato |            |
| C        | Pálmi Rafn Pálmason | svincolato |            |
| C        | Guy Toindouba       | Espérance  | definitivo |
| A        | Luke Rodgers        | svincolato |            |

| Cessioni | Cessioni              | Cessioni     | Cessioni   |
| R.       | Nome                  | a            | Modalità   |
| -------- | --------------------- | ------------ | ---------- |
| P        | Andreas Fjeldstad     | Lørenskog    | definitivo |
| D        | Pål Steffen Andresen  |              | svincolato |
| D        | Lars-Kristian Eriksen |              | svincolato |
| C        | Stefán Gíslason       |              | svincolato |
| C        | Effiom Otu-Bassey     | Bukola Babes | prestito   |
| C        | Nicolay Solberg       | Sarpsborg 08 | prestito   |

### Sessione estiva(dal 01/08 al 31/08)
| Acquisti | Acquisti          | Acquisti     | Acquisti      |
| R.       | Nome              | da           | Modalità      |
| -------- | ----------------- | ------------ | ------------- |
| P        | Lasse Staw        | Syrianska    | definitivo    |
| D        | Anders Østli      | svincolato   |               |
| C        | Moryké Fofana     | Yéo Martial  | definitivo    |
| C        | Henning Hauger    | Hannover 96  | prestito      |
| C        | Effiom Otu-Bassey | Bukola Babes | fine prestito |
| C        | Bjørn Helge Riise | svincolato   |               |
| C        | Espen Søgård      | Start        | definitivo    |
| A        | Thorstein Helstad | Monaco       | definitivo    |

| Cessioni | Cessioni                   | Cessioni      | Cessioni   |
| R.       | Nome                       | a             | Modalità   |
| -------- | -------------------------- | ------------- | ---------- |
| D        | Steinar Pedersen           | Start         | definitivo |
| D        | Isak Scheel                | Bærum         | prestito   |
| C        | Marius Høibråten           | Strømmen      | prestito   |
| C        | Erik Midtgarden            | Mjøndalen     | prestito   |
| A        | Luke Rodgers               |               | svincolato |
| A        | Björn Bergmann Sigurðarson | Wolverhampton | definitivo |

## Risultati

### Eliteserien

#### Girone di andata
| Hønefoss 24 marzo 2012, ore 18:00 1ª giornata | Hønefoss         | 0 – 0 referto | Lillestrøm | AKA Arena (3.512 spett.)\| Arbitro: \| Moen (Haugesund) \| |
| Arbitro:                                      | Moen (Haugesund) |               |            |                                                            |

| Arbitro: | Sandmoen (Kjelsås) |

|                          |           |                        |
| Andersson 7’ Rodgers 78’ | Marcatori | 11’ Iversen 90’ Dorsin |

| Arbitro: | Skjerven (Kaupanger) |

|                        |           |  |
| Børven 12’ Eriksen 62’ | Marcatori |  |

| Arbitro: | Berntsen (Vang) |

|                        |           |          |
| Vaagan Moen 38’ (rig.) | Marcatori | 1’ Pusic |

| Arbitro: | Moen (Haugesund) |

|                                 |           |                        |
| Angan 28’ Moström 85’ Chima 88’ | Marcatori | 42’ Pálmason 66’ Kippe |

| Arbitro: | Hagen (Grue) |

|  |           |              |
|  | Marcatori | 25’ Diomande |

| Arbitro: | Sælen (Bergen) |

|          |           |                 |
| Sema 57’ | Marcatori | 35’ Sigurðarson |

| Arbitro: | Sandmoen (Kjelsås) |

|                                  |           |                                 |
| Sigurðarson 41’, 43’ (rig.), 51’ | Marcatori | 9’, 32’, 44’ Bentley 49’ Mjelde |

| Arbitro: | Hagen (Grue) |

|               |           |                     |
| Andersson 68’ | Marcatori | 3’, 65’ Sigurðarson |

| Arbitro: | Hafsås (Trondheim) |

|                 |           |  |
| Sigurðarson 90’ | Marcatori |  |

| Lillestrøm 24 maggio 2012, ore 19:00 11ª giornata | Lillestrøm       | 0 – 0 referto | Aalesund | Åråsen Stadion (5.171 spett.)\| Arbitro: \| Moen (Haugesund) \| |
| Arbitro:                                          | Moen (Haugesund) |               |          |                                                                 |

| Arbitro: | Edvartsen (Hamar) |

|                                                 |           |              |
| Andersen Aase 3’ Brustad 15’, 16’ Hedenstad 19’ | Marcatori | 10’ Knudtzon |

| Arbitro: | Edvartsen (Hamar) |

|              |           |                                      |
| Knudtzon 54’ | Marcatori | 9’ Saaliti 15’ Þorsteinsson 66’ Ondo |

| Arbitro: | Moen (Haugesund) |

|                                       |           |                                                |
| Elyounoussi 45’ Hagen 48’ Hussain 60’ | Marcatori | 32’, 35’ Knudtzon 53’ Vaagan Moen 58’ Pálmason |

| Arbitro: | Hagen (Grue) |

|                                                        |           |                        |
| Knudtzon 50’ Omoijuanfo 52’ Toindouba 64’ Pálmason 74’ | Marcatori | 11’ Norbye 47’ Nystrøm |

#### Girone di ritorno
| Arbitro: | Johnsen (Tønsberg) |

|             |           |                 |
| Rønning 55’ | Marcatori | 14’ Vaagan Moen |

| Arbitro: | Helgerud (Lier) |

|             |           |              |
| Nystuen 89’ | Marcatori | 34’ Simonsen |

| Arbitro: | Hafsås (Trondheim) |

|  |           |           |
|  | Marcatori | 40’ Kippe |

| Arbitro: | Kjensli (Oslo) |

|                            |           |                              |
| Knudtzon 50’ Andersson 90’ | Marcatori | 15’ Sigurðsson 64’ Ri. Riski |

| Arbitro: | Hagen (Grue) |

|                                   |           |                                           |
| Kovács 42’, 64’ Kamara 76’ (rig.) | Marcatori | 47’ Helstad 54’ Knudtzon 70’ (rig.) Riise |

| Arbitro: | Berntsen (Vang) |

|             |           |                             |
| Helstad 52’ | Marcatori | 57’ Tripic 87’ (rig.) Pusic |

| Arbitro: | Moen (Haugesund) |

|                                                 |           |                 |
| Björck 23’, 57’ Bendiksen 27’ Ondrášek 53’, 60’ | Marcatori | 38’ Vaagan Moen |

| Arbitro: | Hafsås (Oslo) |

|                     |           |                     |
| Ulvestad 83’ (rig.) | Marcatori | 39’ Riise 62’ Bolly |

| Lillestrøm 29 settembre 2012, ore 18:00 24ª giornata | Lillestrøm   | 0 – 0 referto | Viking | Åråsen Stadion (4.723 spett.)\| Arbitro: \| Hagen (Grue) \| |
| Arbitro:                                             | Hagen (Grue) |               |        |                                                             |

| Arbitro: | Staberg (Harstad) |

|          |           |  |
| Mane 90’ | Marcatori |  |

| Arbitro: | Skjerven (Kaupanger) |

|          |           |           |
| Moen 38’ | Marcatori | 88’ Olsen |

| Arbitro: | Helgerud (Lier) |

|                           |           |                         |
| Huseklepp 12’, 45’ (rig.) | Marcatori | 7’, 66’ Bolly 83’ Østli |

| Arbitro: | Hansen (Feda) |

|                                                                  |           |  |
| Moen 22’ Helstad 52’ Pálmason 76’, 79’ Bolly 88’ Gulbrandsen 90’ | Marcatori |  |

| Arbitro: | Hagen (Grue) |

|                     |           |              |
| Ringstad 47’ (aut.) | Marcatori | 33’ Knudtzon |

| Lillestrøm 18 novembre 2012, ore 18:00 30ª giornata | Lillestrøm     | 0 – 0 referto | Haugesund | Åråsen Stadion (4.886 spett.)\| Arbitro: \| Kjensli (Oslo) \| |
| Arbitro:                                            | Kjensli (Oslo) |               |           |                                                               |

### Coppa di Norvegia
| Nedre Romerike 1º maggio 2012, ore 18:00 Primo turno                                                                    | Skjetten  | 0 – 8 referto                                                                         | Lillestrøm | Skjetten Stadion (2.000 spett.) |
| \| \| \| \| \| \| Marcatori \| 12’ Pálmason 26’ Toindouba 45’, 52’, 73’, 82’ Sigurðarson 51’ Knudtzon 90’ Gabrielsen \| |           |                                                                                       |            |                                 |
| |           |                                                                                       |            |                                 |
| | Marcatori | 12’ Pálmason 26’ Toindouba 45’, 52’, 73’, 82’ Sigurðarson 51’ Knudtzon 90’ Gabrielsen |            |                                 |

| Ottestad 9 maggio 2012, ore 18:00 Secondo turno  | Ottestad  | 0 – 2 referto  | Lillestrøm | Ottestad Idrettspark |
| \| \| \| \| \| \| Marcatori \| 12’, 29’ Kippe \| |           |                |            |                      |
|                                                  |           |                |            |                      |
|                                                  | Marcatori | 12’, 29’ Kippe |            |                      |

| Arbitro: | Sandmoen (Kjelsås) |

|  |           |                                                         |
|  | Marcatori | 12’ Sigurðarson 39’ (aut.) Kristoffersen 77’ Omoijuanfo |

| Arbitro: | Helgerud (Lier) |

|                                                 |           |  |
| Robertsen 11’ Sané 15’ Berglann 86’ Knarvik 89’ | Marcatori |  |

## Statistiche

### Statistiche di squadra
| Competizione      | Punti | In casa | In casa | In casa | In casa | In casa | In casa | In trasferta | In trasferta | In trasferta | In trasferta | In trasferta | In trasferta | Totale | Totale | Totale | Totale | Totale | Totale | DR |
| Competizione      | Punti | G       | V       | N       | P       | Gf      | Gs      | G            | V            | N            | P            | Gf           | Gs           | G      | V      | N      | P      | Gf     | Gs     | DR |
| ----------------- | ----- | ------- | ------- | ------- | ------- | ------- | ------- | ------------ | ------------ | ------------ | ------------ | ------------ | ------------ | ------ | ------ | ------ | ------ | ------ | ------ | -- |
| Eliteserien       | 39    | 15      | 3       | 8       | 4       | 23      | 19      | 15           | 6            | 4            | 5            | 23           | 28           | 30     | 9      | 12     | 9      | 46     | 47     | -1 |
| Coppa di Norvegia | -     | 0       | 0       | 0       | 0       | 0       | 0       | 4            | 3            | 0            | 1            | 13           | 4            | 4      | 3      | 0      | 1      | 13     | 4      | +9 |
| Totale            | -     | 15      | 3       | 8       | 4       | 23      | 19      | 19           | 9            | 4            | 6            | 36           | 32           | 34     | 12     | 12     | 10     | 59     | 51     | +8 |

### Statistiche dei giocatori
| Giocatore      | Eliteserien | Eliteserien | Eliteserien | Eliteserien | Coppa di Norvegia | Coppa di Norvegia | Coppa di Norvegia | Coppa di Norvegia | Totale   | Totale | Totale      | Totale     |
| Giocatore      | Presenze    | Reti        | Ammonizioni | Espulsioni  | Presenze          | Reti              | Ammonizioni       | Espulsioni        | Presenze | Reti   | Ammonizioni | Espulsioni |
| -------------- | ----------- | ----------- | ----------- | ----------- | ----------------- | ----------------- | ----------------- | ----------------- | -------- | ------ | ----------- | ---------- |
| J. Andersson   | 27          | 2           | 3           | 0           | 2                 | 0                 | 0                 | 0                 | 29       | 2      | 3           | 0          |
| M. Bolly       | 24          | 4           | 1           | 0           | 4                 | 0                 | 0                 | 0                 | 28       | 4      | 1           | 0          |
| S. Christensen | 0           | 0           | 0           | 0           | 0                 | 0                 | 0                 | 0                 | 0        | 0      | 0           | 0          |
| M. Fofana      | 2           | 0           | 0           | 0           | 0                 | 0                 | 0                 | 0                 | 2        | 0      | 0           | 0          |
| M. Furseth     | 0           | 0           | 0           | 0           | 0                 | 0                 | 0                 | 0                 | 0        | 0      | 0           | 0          |
| R. Gabrielsen  | 16          | 0           | 0           | 0           | 3                 | 1                 | 0                 | 0                 | 19       | 1      | 0           | 0          |
| F. Gulbrandsen | 10          | 1           | 0           | 0           | 1                 | 0                 | 0                 | 0                 | 11       | 1      | 0           | 0          |
| H. Hauger      | 9           | 0           | 3           | 0           | 0                 | 0                 | 0                 | 0                 | 9        | 0      | 3           | 0          |
| T. Helstad     | 12          | 3           | 0           | 0           | 0                 | 0                 | 0                 | 0                 | 12       | 3      | 0           | 0          |
| M. Høibråten   | 0           | 0           | 0           | 0           | 0                 | 0                 | 0                 | 0                 | 0        | 0      | 0           | 0          |
| F. Kippe       | 22          | 2           | 6           | 0           | 4                 | 2                 | 0                 | 0                 | 26       | 4      | 6           | 0          |
| E. Knudtzon    | 29          | 8           | 3           | 0           | 4                 | 1                 | 0                 | 0                 | 33       | 9      | 3           | 0          |
| J. Lund        | 2           | 0           | 1           | 0           | 1                 | 0                 | 0                 | 0                 | 3        | 0      | 1           | 0          |
| S. Magnússon   | 2           | 0           | 0           | 0           | 1                 | 0                 | 0                 | 0                 | 3        | 0      | 0           | 0          |
| E. Midtgarden  | 0           | 0           | 0           | 0           | 0                 | 0                 | 0                 | 0                 | 0        | 0      | 0           | 0          |
| P. Moen        | 23          | 6           | 5           | 0           | 4                 | 0                 | 0                 | 0                 | 27       | 6      | 5           | 0          |
| S. Nordermoen  | 0           | 0           | 0           | 0           | 0                 | 0                 | 0                 | 0                 | 0        | 0      | 0           | 0          |
| E. Nystuen     | 18          | 1           | 2           | 0           | 2                 | 0                 | 1                 | 0                 | 20       | 1      | 3           | 0          |
| O. Omoijuanfo  | 17          | 1           | 1           | 0           | 3                 | 1                 | 0                 | 0                 | 20       | 2      | 1           | 0          |
| A. Østli       | 13          | 1           | 0           | 0           | 0                 | 0                 | 0                 | 0                 | 13       | 1      | 0           | 0          |
| J. Osvold      | 3           | 0           | 0           | 0           | 0                 | 0                 | 0                 | 0                 | 3        | 0      | 0           | 0          |
| E. Otu-Bassey  | 0           | 0           | 0           | 0           | 0                 | 0                 | 0                 | 0                 | 0        | 0      | 0           | 0          |
| P. Pálmason    | 28          | 6           | 3           | 0           | 4                 | 1                 | 1                 | 0                 | 32       | 7      | 4           | 0          |
| S. Pedersen    | 12          | 0           | 0           | 0           | 2                 | 0                 | 0                 | 0                 | 14       | 0      | 0           | 0          |
| S. Ramović     | 26          | 0           | 1           | 0           | 2                 | 0                 | 0                 | 0                 | 28       | 0      | 1           | 0          |
| B. Riise       | 11          | 2           | 0           | 0           | 0                 | 0                 | 0                 | 0                 | 11       | 2      | 0           | 0          |
| S. Ringstad    | 20          | 0           | 1           | 0           | 4                 | 0                 | 0                 | 0                 | 24       | 0      | 1           | 0          |
| L. Rodgers     | 7           | 1           | 0           | 0           | 0                 | 0                 | 0                 | 0                 | 7        | 1      | 0           | 0          |
| I. Scheel      | 4           | 0           | 0           | 0           | 2                 | 0                 | 0                 | 0                 | 6        | 0      | 0           | 0          |
| B. Sigurðarson | 13          | 7           | 3           | 0           | 4                 | 5                 | 0                 | 0                 | 17       | 12     | 3           | 0          |
| E. Søgård      | 4           | 0           | 1           | 0           | 0                 | 0                 | 0                 | 0                 | 4        | 0      | 1           | 0          |
| L. Staw        | 2           | 0           | 0           | 0           | 0                 | 0                 | 0                 | 0                 | 2        | 0      | 0           | 0          |
| F. Stoor       | 21          | 0           | 5           | 0           | 2                 | 0                 | 0                 | 0                 | 23       | 0      | 5           | 0          |
| A. Sundgot     | 0           | 0           | 0           | 0           | 0                 | 0                 | 0                 | 0                 | 0        | 0      | 0           | 0          |
| G. Toindouba   | 18          | 1           | 5           | 0           | 4                 | 1                 | 1                 | 0                 | 22       | 2      | 6           | 0          |
| J. Westerberg  | 12          | 0           | 4           | 0           | 3                 | 0                 | 0                 | 0                 | 15       | 0      | 4           | 0          |